# Werner Hamacher
Werner Hamacher (27 de abril de 1948 – 7 de julho de 2017) foi um teórico da literatura, crítico literário, filósofo e tradutor alemão.

## Biografia
Hamacher estudou Filosofia, Literatura Comparada e Estudos Religiosos na Universidade Livre de Berlim e na École Normale Supérieure (Paris), onde entrou em contacto com Jacques Derrida — que o influenciou no movimento filosófico da Desconstrução.
Foi professor de Língua Alemã e Ciências Humanas na Universidade Johns Hopkins, tendo também lecionado durante vários anos na Universidade de Nova Iorque. Atualmente é professor no Instituto de Literatura Geral e Comparada da Universidade de Frankfurt (Institut für Allgemeine und Vergleichende Literaturwissenschaft) e na European Graduate School em Saas-Fee, Suíça.
É autor de Pleroma—Dialectics and Hermeneutics in Hegel e Premises: Essays on Philosophy from Kant to Celan, e editor da série Meridian: Crossing Aesthetics, publicado pela Stanford University Press. Traduziu, ainda, uma seleção de ensaios de Paul de Man para a língua alemã.